# Bartolina Sisa
Bartolina Sisa Vargas (Caracato, Corregimiento de La Paz, Virreinato del Perú, 24 de agosto de 1750 o 1753 - La Paz, Virreinato del Río de la Plata, 5 de septiembre de 1782) fue una líder aymara y heroína de la resistencia indígena contra el dominio español. En Bolivia, fue declarada heroína nacional por la ley N⁰ 3102, promulgada el 23 de septiembre de 2005.
Junto a su esposo, Julián Apaza, conocido como Túpac Katari, organizó campamentos militares y desempeñó un papel clave en el cerco a La Paz en 1781. Fue traicionada y entregada a las autoridades coloniales, quienes la ejecutaron brutalmente un año después, arrastrándola con un caballo hasta su muerte.
En su honor, cada 5 de septiembre se conmemora el Día Internacional de la Mujer Indígena.

## Biografía

### Origen y primeros años
Hija de José Sisa y Josefa Vargas, nació en el pueblo y cantón de Caracato, actual municipio de Sapahaqui en Bolivia. Se dedicó al comercio de la hoja de coca y de los tejidos nativos. El capitán de indios de Sica Sica, de apellido Bolaños, menciona que el apellido de Bartolina era Valero y que la conoció a ella y a su esposo cuando trabajaban en la panadería que era propiedad del capitán en aquél pueblo.
Bartolina fue descrita por algunos historiadores como una mujer aguerrida que dominaba la kurawa (honda) y el fusil. Sabía montar caballo, era de piel morena, esbelta, de ojos negros y muy inteligente.[cita requerida]

### Vida personal y matrimonio con Túpac Katari
En 1774, ya casada con Tupac Katari, tuvo que soportar la humillación de que su esposo tuviera como amante a su pariente Marcela Sisa, con quien Katari tuvo a su único hijo Anselmo que sería apresado en 1783 y moriría en Cuzco el marzo de 1784. En sus declaraciones, Bartolina, mencionó que vivió varios años separada de su esposo y que nunca estuvieron muy unidos hasta el inicio de la rebelión. Durante el ataque a la ciudad de La Paz, Katari tenía otra amante llamada María López o «Lupiza».

### Participación en la insurrección indígena
Desde 1780 se planificaba una insurrección indígena. Junto a José Gabriel Condorcanqui (Túpac Amaru), los hermanos Dámaso y Tomás Katari de Chayanta, con quienes convergían en sus ideales libertarios y propósitos emancipatorios, lograron reunir a más de 150 mil indígenas de toda la región.
A la edad de 25 años se unió a Tupac Katari, su esposo, para organizar y liderar distintos levantamientos contra el poder imperante, tras observar las injusticias cometidas por el sistema colonialista de explotación del siglo XVIII.  Cuando estalló la insurgencia indígena aimara - quechua de 1781, ella fue proclamada virreina por derecho propio. Bartolina asumió importantes funciones de liderazgo.
El 13 de marzo de 1781 se levantó un campamento militar indígena en La Ceja de El Alto cerrando todos los accesos a la ciudad de La Paz. Empezaron con 20 mil indígenas y en cinco meses llegaron a ser 80 mil personas, generando escasez de alimentos y de agua en la ciudad. El 21 de mayo Tupac Katari dejó a Bartolina a cargo del cerco. Al ver a una mujer a cargo, el ejército español mandó a 300 soldados a capturarla; ella, junto con el ejército indígena, apedrearon a los españoles que no lograron su cometido.

### Captura y prisión
El 2 de julio de 1781 Bartolina Sisa fue arrestada junto a Asencio Alejo «el cañarito», un Cañari de Pucarani que actuaba de mensajero y sirviente. Sisa había sido traicionada por Juan Crisóstomo Hinojosa, cuya misión era proteger a la esposa del caudillo, y fue entregada a las autoridades españolas al mando de Ignacio Flores, que ordenó inmediatamente la muerte de Hinojosa y el envío de los demás prisioneros a la ciudad de La Paz.
El 3 de julio Sisa da su primera declaración ante las autoridades, ahí habló sobre los viajes que hacía su esposo hacia Tungasuca para entrevistarse con Túpac Amaru II, esto nunca coincidió con las declaraciones de otros líderes rebeldes. En su segundo interrogatorio, el 23 de diciembre, Bartolina confesó que permaneció separada de su marido por varios años y que lo volvió a ver cuando el cerco a la ciudad ya estaba consolidado, Katari le había contado sobre sus viajes a la región del Cuzco pero ella no tuvo certeza de este relato.
El 24 de agosto, día del cumpleaños de Bartolina, Tupac Katari organizó bailes a los pies de la muralla de Killi Killi en honor a su esposa, un intento de mostrar a la ciudad que el caudillo tenía toda la intención de liberar a su esposa.
El 21 de septiembre hubo un intento de rescatar a Bartolina Sisa, una niña indígena de 14 años entró en la ciudad cargada de 8 panes, 2 quesos y 5 pesos de plata, logró ingresar a la ciudad al subir por una cuerda colgada de la ventana de la casa de un carpintero de nombre Martín, esta ventana tenía vista al río Choqueyapu que servía de frontera de la ciudad española. La pequeña fue capturada por los soldados de la ciudad y ella confesó que todo lo que traía era para ofrecérselo al jefe de la prisión a cambio de soltar a Bartolina Sisa y a otra indígena que era madre de la niña. El carpintero y la pequeña fueron enviados a prisión inmediatamente, el Oidor Francisco Tadeo Díez de Medina pidió al Comandante Sebastián de Segurola azotar públicamente a Bartolina Sisa para evitar nuevos intentos de fuga pero esto no se realizó.
El 5 de octubre Bartolina Sisa fue sacada de prisión, se le dio un vestido nuevo, se le quitaron los grilletes de los tobillos por recomendación del Oidor, y fue colocada sobre el fuerte que defendía el puente de Santa Bárbara, varios indígenas la reconocieron y Túpac Katari asistió al lugar. Se trataba de un intento de capturar a Katari mientras se acercaba a conversar con su esposa, pero el caudillo indígena no se acercó lo suficiente a la ciudad como para ser atrapado, en su lugar envió a un indígena que dejó pan, maíz, carne, algo de dinero y una talega de coca en el puente indicando que todo eso era para la prisionera. El plan de captura falló y Bartolina Sisa regresó a su celda. Ese mismo día el auditor Fermín Escudero verificó la muerte de Asencio Alejo, el sirviente de Bartolina Sisa, que apenas contaba con 21 años, no pudo soportar las condiciones de la prisión.
Tras 109 días de cerco, un ejército español de 7000 hombres al mando de José de Reseguín llegó a la región. Esto logró que Tupac Katari replegara a su ejército que fue abatido por las fuerzas españolas y por las alianzas que estas establecieron con líderes indígenas contrarios a Tupac Katari, lo que posibilitó que los cabecillas de la rebelión fueran apresados.
Bartolina Sisa demostró tener un cuerpo bastante fuerte, pues soportó la prisión por casi un año hasta que el 24 de junio de 1782 ella misma pidió ser examinada por un médico. El cirujano Francisco Castañeda verificó que tenía el pulso débil y problemas digestivos pero no se le dio ningún tratamiento.

### Juicio y ejecución
El 5 de septiembre de 1782 se celebró el juicio contra Bartolina Sisa, actuaba como juez el Oidor Francisco Tadeo Diez de Medina y como fiscal su sobrino José Mariano Sanjurjo.

El Oidor sentenció: 
«A Bartolina Sisa, mujer del feroz Julián Apaza o Tupac Katari se la condena en pena ordinaria de suplicia y que sacada del cuartel a la plaza mayor por su circunferencia atada a la cola de un caballo con una soga de esparto al cuello, una coroza de cuero y plumas y un aspa afianzada sobre un bastón de palo, en la mano, y a voz de pregonero que publique sus delitos sea conducida a la horca y se ponga pendiente de ella, hasta que naturalmente muera y después se claven su cabeza y manos en picotas con el rótulo correspondiente, y se fijen para el publico escarmiento en (...) los lugares donde presidia sus juntas sediciosas y hecho después de días se conduzca la cabeza a los pueblos de Ayo ayo y Saphaqui, de su domicilio y origen en la provincia de Sica Sica con la orden para que se queme después de tiempo y se arrojen sus cenizas al aire»
Durante el interrogatorio que se realizó a Bartolina Sisa, se le preguntó la causa por la que se había rebelado ante las autoridades establecidas y ella respondió: «Para que extinguida la cara blanca, solo reinasen los indios».
A los 32 años, Bartolina fue ejecutada el 5 de septiembre de 1782. Su cuerpo fue arrastrada por un caballo amarrada de los pies. Fue ahorcada y su cuerpo descuartizado. Clavaron su cabeza y extremidades en diferentes lugares donde ella participó en la resistencia para amedrentar a los indígenas.

## Homenajes
- En 1980 se fundó con su nombre la Federación de Mujeres Campesinas Bartolina Sisa con el objetivo de reclamar que las mujeres de las áreas rurales participen plenamente en la toma de decisiones políticas, económicas y sociales de Bolivia.[15]
- En 1983 el Segundo Encuentro de Organizaciones y Movimientos de América reunido en Tihuanacu instauró en su memoria la celebración del 5 de septiembre, fecha en la que fue asesinada, como Día Internacional de la Mujer Indígena.[16][17]
- Actualmente muchas comunidades indígenas de Bolivia, le rinden homenaje.[18][19]